# Christoph Rösel
Christoph Rösel (* 1964 in Rockenhausen) ist ein deutscher evangelischer Theologe und Hochschullehrer. Er lehrte von 2003 bis 2014 Altes Testament an der Evangelischen Hochschule Tabor in Marburg und war gleichzeitig Privatdozent für Altes Testament an der Universität Marburg. Seit März 2014 ist er Generalsekretär der Deutschen Bibelgesellschaft in Stuttgart.

## Leben und Wirken
Rösel studierte zunächst von 1984 bis 1988 Evangelische Theologie am Theologischen Seminar St. Chrischona in Bettingen bei Basel. Danach war er Prediger der Evangelischen Stadtmission in Lich bei Gießen. Von 1992 bis 1997 setzte er seine Studien an der Universität Marburg fort und promovierte im Fach Evangelische Theologie mit einer Studie zur messianischen Redaktion des Psalters. 2004 schloss er erfolgreich den Studiengang Erwachsenenbildung an der Fernuniversität Kaiserslautern ab. 2011 habilitierte er sich für das Fach Altes Testament.
Als Theologischer Referent war Rösel von 1996 bis 2002 für die Akademiker-SMD tätig, einem christlichen Netzwerk für Männer und Frauen mit akademischer Ausbildung. Er hat zudem eine Reihe von Aufsätzen und Büchern zur wissenschaftlichen Exegese und zu gemeindebezogenen Themen der Bibelauslegung veröffentlicht. Für das wissenschaftliche Bibelportal der Deutschen Bibelgesellschaft WiBiLex schrieb er Artikel zu alttestamentlichen Stichwörtern.
Rösel war an der Revision der Lutherbibel 2017 beteiligt. Er ist auch am Zustandekommen der BasisBibel beteiligt, die im Januar 2021 in der vollständigen Ausgabe erschien. Rösel sieht die BasisBibel in der Tradition des Bibelübersetzers Martin Luther: Sie sei urtextnah und prägnant in der Sprache.
Christoph Rösel ist verheiratet und lebt in der Nähe von Reutlingen.

## Mitgliedschaften und Gremien
- Herausgeberbeirat der Zeitschrift Theologische Beiträge
- Fachbeirat der Zeitschrift Faszination Bibel
- Arbeitsgruppe „Propheten“ der Kommission zur Durchsicht der Lutherbibel (abgeschlossen)
- Wissenschaftliche Gesellschaft für Theologie
- Stiftungsrat der Stiftung Christliche Medien

## Veröffentlichungen (Auswahl)
- Die messianische Redaktion des Psalters. Studien zur Entstehung und Theologie der Sammlung Ps 2–89 (= Calwer Theologische Monographien, Reihe A, Band 19) Stuttgart 1999.
- Abraham. Wege und Umwege des Glaubens, Serendipity bibel, Giessen 2007
- Jesaja. Der Prophet des rettenden Gottes, Jesaja 1–12 Serendipity bibel, Giessen 2008
- Am Anfang ... 1. Mose 1–11, Serendipity bibel, Giessen 2011
- JHWHs Sieg über Gog aus Magog. Ez 38–39 im Masoretischen Text und in der Septuaginta (= Wissenschaftliche Monographien zum Alten und Neuen Testament 132). Neukirchen-Vluyn 2012
- Die Psalmen. Worte für das ganze Leben, Serendipity bibel, Giessen, 4. Auflage 2013.